# Gamora
Gamora est une super-héroïne extraterrestre appartenant à l'univers Marvel de la maison d'édition Marvel Comics. Créé par le scénariste et dessinateur Jim Starlin, le personnage de fiction apparaît pour la première fois dans le comic book Strange Tales #180 de 1975.
Gamora a principalement des aventures cosmiques et voyage dans tout l'univers. Elle est connue pour être la fille adoptive de Thanos et la femme la plus dangereuse de l'univers. Elle a eu des aventures amoureuses avec les super-héros Adam Warlock et Nova / Richard Rider.
Dans l'Univers cinématographique Marvel, à partir du film Les Gardiens de la Galaxie (2014), Gamora est interprétée par Zoe Saldana.

## Historique de publication

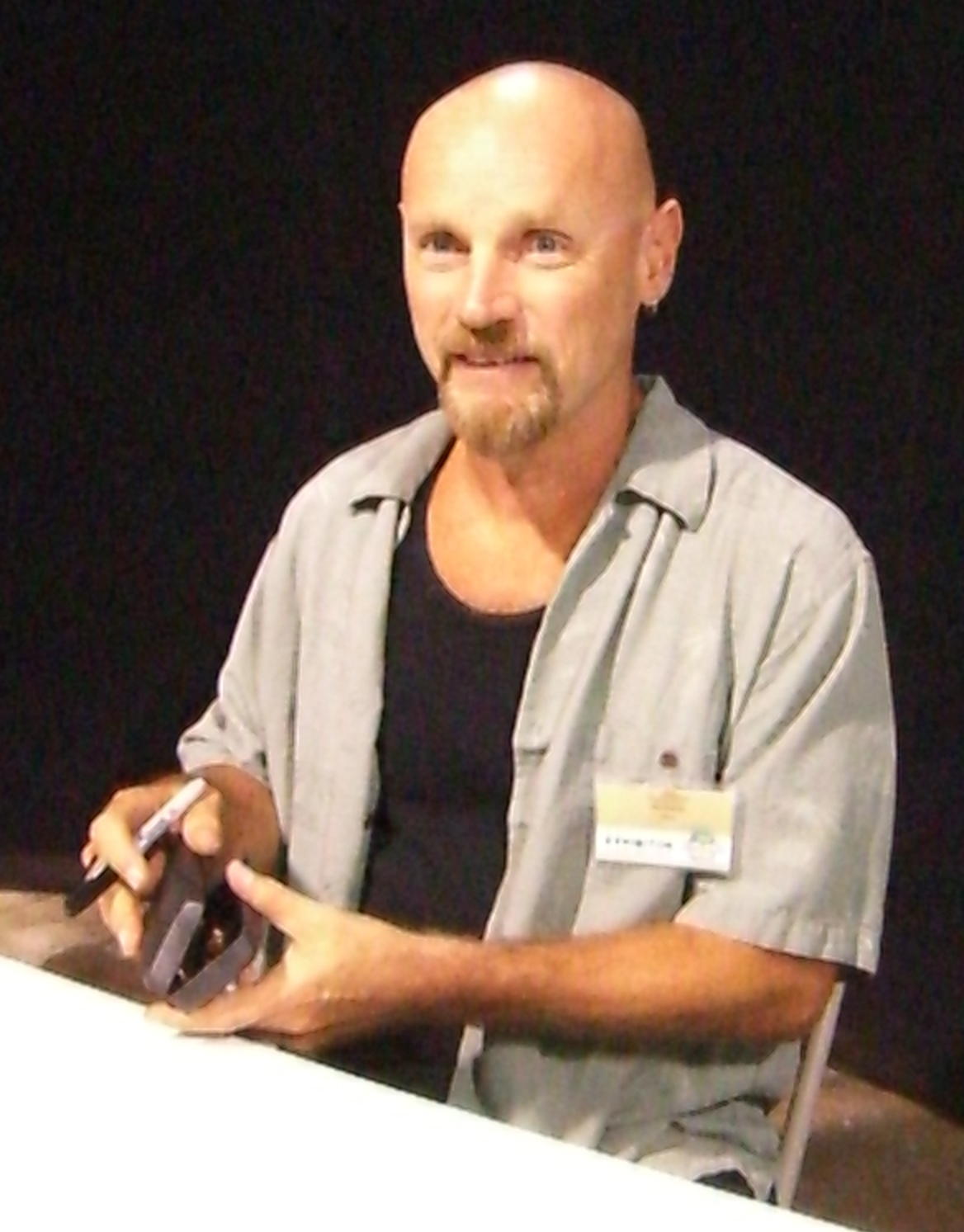
L'auteur et dessinateur Jim Starlin est le créateur de Gamora. Photo prise à la Wizard World comic convention de 2006.

Le personnage de Gamora est créé par Jim Starlin et apparaît pour la première fois dans les numéros 180 et 181 du comic book Strange Tales, en 1975. De 1975 à 1976, on retrouve le personnage dans la série Warlock vol. 1 #9-15.
Il faut attendre 1990 pour voir réapparaitre le personnage dans les numéros 46 et 47 du volume 3 de la série Silver Surfer. Elle apparaît ensuite dans les crossover : Infinity Gauntlet (1991), Infinity War (1992) et Infinity Crusade (1993). Durant cette période, elle joue un rôle important dans la série Warlock and the Infinity Watch #1-42 (1992-1995).
En 2007, elle apparaît dans la série Nova. De 2008 à 2010, Gamora, en tant que membre des Gardiens de la galaxie, apparaît dans les numéros 1 à 25 de la série éponyme Guardians of the Galaxy, écrite par Dan Abnett et Andy Lanning et dessinée par Paul Pelletier. Le numéro 25 marque la fin de la série et sert de transition avec la mini-série The Thanos Imperative, écrite par les mêmes auteurs, dans laquelle Gamora est présente.

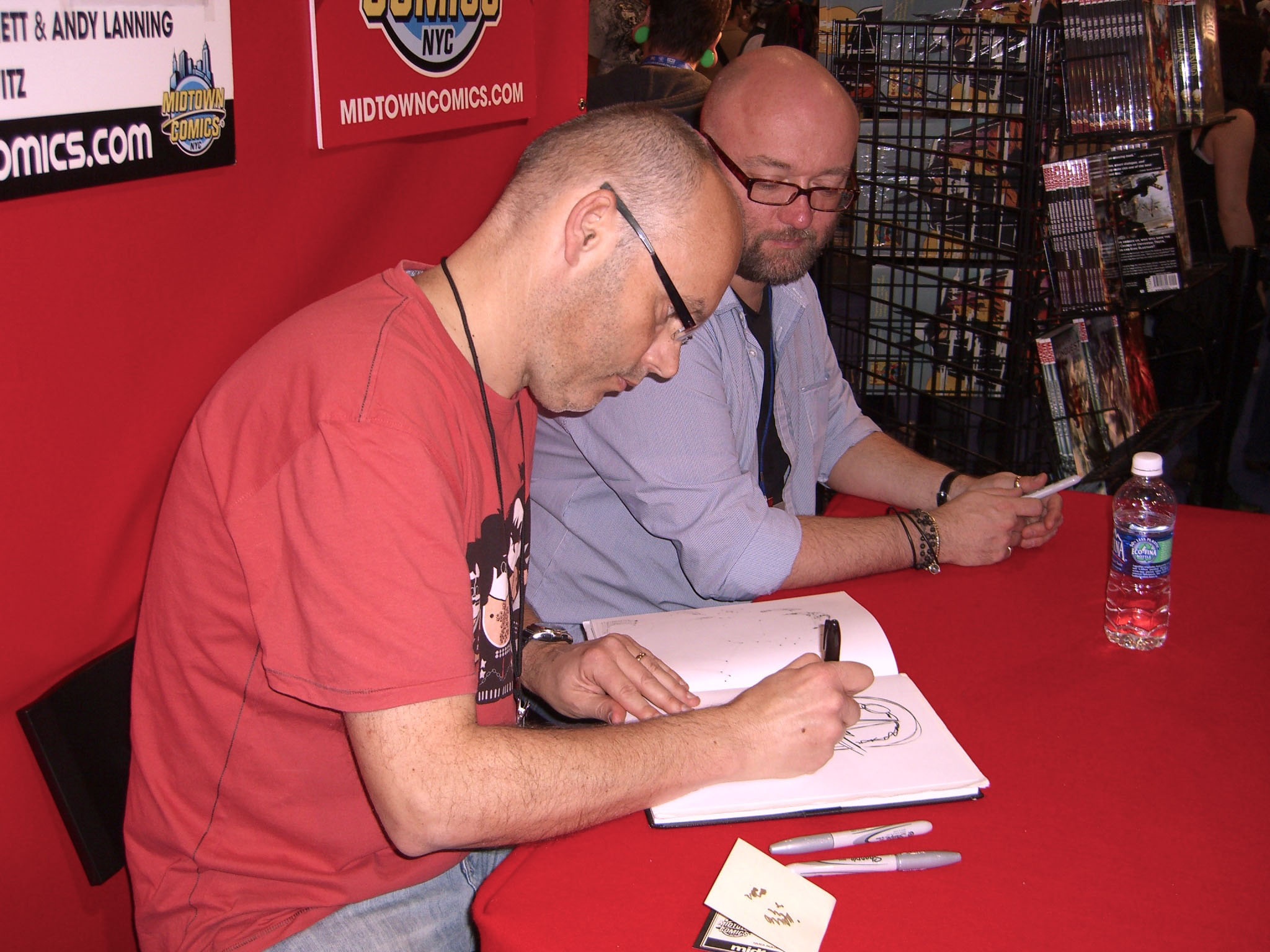
Le duo d'auteurs Dan Abnett et Andy Lanning ont beaucoup employé le personnage de Gamora. Photo prise à la New York Comic Convention de 2010

## Biographie du personnage

### Fille adoptive de Thanos
Gamora est la dernière représentante de sa race, les Zen Whoberi, qui sont exterminés par les Badoons. Thanos la récupère enfant et décide d'en faire une arme. Elle est aussi la sœur adoptive de Nébula.
Bien qu'elle lui soit loyale, il la traite avec froideur et l'entraine pour qu'elle tue le Magus, un double maléfique d'Adam Warlock. Gamora devient un assassin d'élite, la « femme la plus dangereuse de l'univers ». À la suite d'un combat où elle est à moitié tuée, Thanos la soigne. Il l'améliore cybernétiquement. Thanos poursuit et tue les agresseurs de Gamora.
Plus tard, elle rate son assassinat contre le Magus, et s'allie à Adam Warlock et Pip le Troll. Tous trois sont vaincus et tués physiquement par Thanos. Mais leurs âmes sont absorbées par la Gemme de l'âme,,.

### Infinity War
Ils y vivent paisiblement jusqu'à ce que Thanos s'empare des gemmes. Au cours de ce story-arc, Gamora est effacée de l'existence jusqu'à la chute de l'Éternel.
Quand le Tribunal Vivant intervient, Adam Warlock, alors omnipotent, doit donner les gemmes à ses coéquipiers. Gamora reçoit la gemme du temps. Elle ne la maitrisera jamais, ne recevant que de courts flashs prédisant le futur. Elle tombe amoureuse de Warlock, mais pas ce dernier. À la suite d'une dispute avec Maxam, elle quitte le groupe et laisse sa gemme
Elle se fait de nouveau mercenaire jusqu'à ce qu'Adam la retrouve. Cette fois-ci, il accepte de l'aimer. Le couple part vivre dans une autre dimension.

### Annihilation
On la revoit sur une planète, à la tête d'une bande de femmes extraterrestres hors-la-loi, livrant bataille contre d'anciens soldats Kree, soutenus par Ronan l'Accusateur (lors du crossover Annihilation).
Lors du crossover Conquest, on la revoit infectée par la Phalanx, tout comme Nova / Richard Rider,. Elle fut finalement sauvée.
Elle intègre ensuite les Gardiens de la Galaxie,,.

## Pouvoirs et capacités
Gamora a été améliorée cybernétiquement par Thanos. Elle est plus forte et plus agile que le meilleur des soldats. Elle possède des facultés de régénération semblables à celles de Wolverine. Experte en arts martiaux, elle peut affronter des ennemis plus puissants qu'elle physiquement. On l'a déjà vu vaincre un peloton entier en quelques minutes. Gamora est particulièrement douée pour frapper les points vitaux de ses cibles, paralysant ou tuant en un seul coup. Elle apprécie l'utilisation d'épées et de couteaux.
Lorsqu'elle était détentrice de la gemme du temps, Gamora ne chercha pas à utiliser le potentiel de la gemme qui lui permettait de contrôler le flot temporel. Les seules capacités qu'elle lui apportèrent furent des visions de l'avenir.

## Apparitions dans d'autres médias

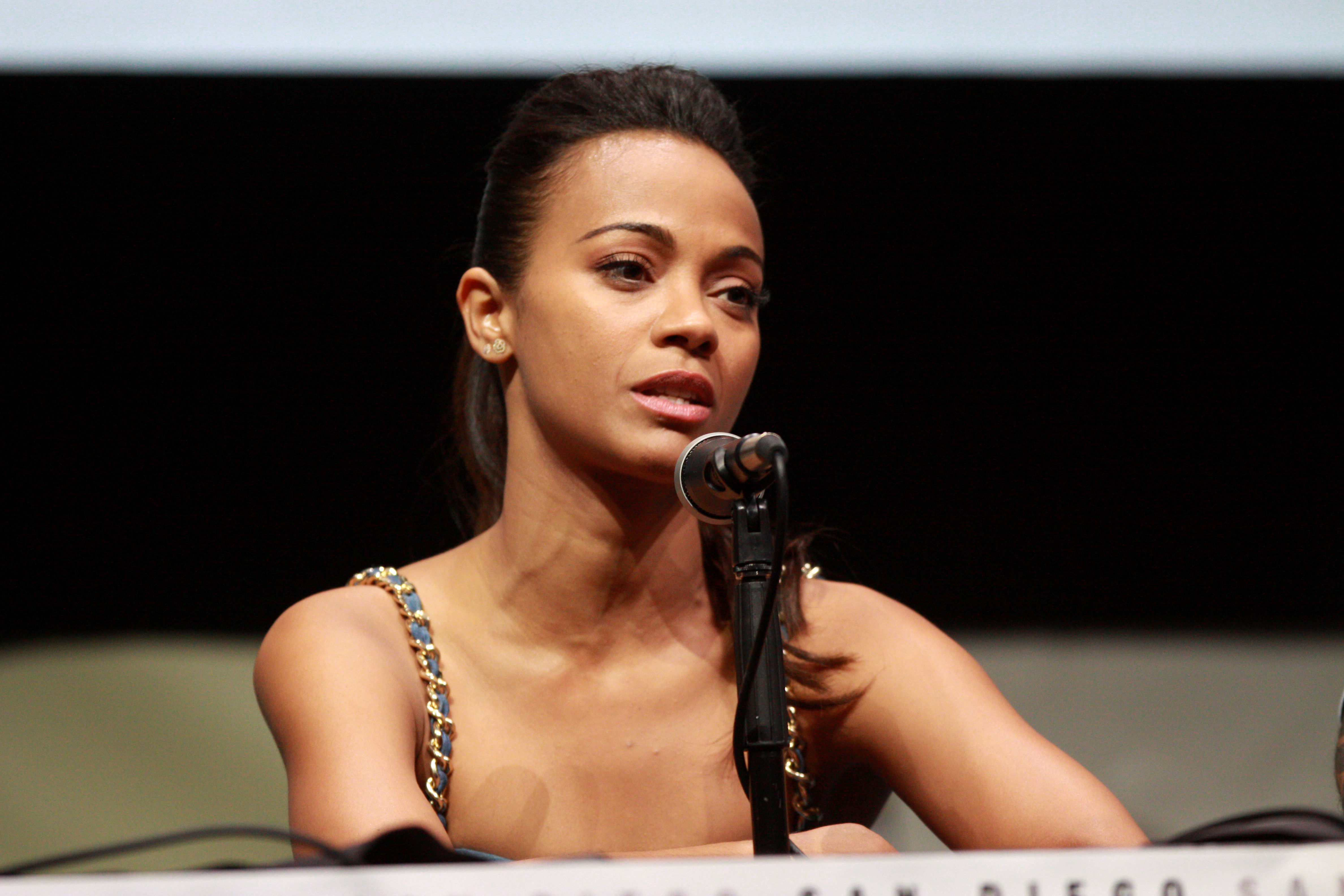
Zoe Saldana incarne Gamora dans Les Gardiens de la Galaxie (2014)

Sauf indication contraire, les informations mentionnées dans cette section peuvent être confirmées par la base de données cinématographiques IMDb,  présente dans la section « Liens externes ».

### Films
Interprétée par Zoe Saldana dans l'univers cinématographique Marvel
- 2014 : Les Gardiens de la Galaxie réalisé par James Gunn[16]
- 2017 : Les Gardiens de la Galaxie vol.2 réalisé par James Gunn
- 2018 : Avengers: Infinity War réalisé par les frères Anthony et Joe Russo
- 2019 : Avengers: Endgame réalisé par les frères Anthony et Joe Russo
- 2023 : Les Gardiens de la Galaxie Vol. 3 réalisé par James Gunn

### Télévision
- 1998 : Silver Surfer (série d'animation) – doublé par Alison Sealy-Smith[17],[18]
- 2013-2015 : Ultimate Spider-Man (série d'animation)
- depuis 2015 : Les Gardiens de la Galaxie (série d'animation)